# 位相多様体
位相幾何学という数学の分野において、位相多様体（いそうたようたい、英: topological manifold）とは、以下に定義される意味で実 n 次元空間に局所的に似ている（分離空間でもある）位相空間である。位相多様体は数学全般に応用を持つ位相空間の重要なクラスをなす。
「多様体」は位相多様体を意味することもあるし、より多くは、追加の構造を持った位相多様体を指す。例えば可微分多様体は可微分構造を備えた位相多様体である。任意の多様体は、単に追加の構造を忘れることによって得られる、台となる位相多様体を持つ。多様体の概念の概観はその記事に与えられている。この記事は純粋に多様体の位相的側面に焦点を当てる。

## 定義
位相空間 X が局所ユークリッド的 (locally Euclidean) とは、非負整数 n が存在して、X の任意の点がユークリッド空間 En（あるいは同じことだが実 n 次元空間 Rn あるいは2つのどちらかのある連結開部分集合）に同相な近傍をもつことをいう。
位相多様体 (topological manifold) とは局所ユークリッド的ハウスドルフ空間のことである。位相多様体には追加の条件を課すのが一般的である。特に、多くの著者はパラコンパクトあるいは第二可算であると定義する。理由やいくつかの同値な条件は以下で議論される。
記事の残りでは「多様体」は位相多様体を意味する。n 次元多様体は任意の点が Rn に同相な近傍を持つような位相多様体を意味する。

## 例

### n次元多様体
- 実座標空間 Rn はプロトタイプな n 次元多様体である。
- 任意の離散空間は 0 次元多様体である。
- 円周はコンパクト 1 次元多様体である。
- トーラスとクラインの壺はコンパクト 2 次元多様体（あるいは曲面）である。
- n 次元球面 Sn はコンパクト n 次元多様体である。
- n 次元トーラス Tn（n 個の円周の直積）はコンパクト n 次元多様体である。

### 射影多様体
- 実数、複素数、四元数上の射影空間はコンパクト多様体である。
  - 実射影空間（英語版） RPn は n 次元多様体である。
  - 複素射影空間（英語版） CPn は 2n 次元多様体である。
  - 四元数射影空間（英語版） HPn は 4n 次元多様体である。
- 射影空間に関係する多様体はグラスマン多様体（英語版）、旗多様体、スティーフェル多様体（英語版）を含む。

### 他の多様体
- レンズ空間は奇数次元球面の商である多様体のクラスである。
- リー群は群構造を持った多様体である。
- n 次元多様体の任意の開部分集合は部分空間位相で n 次元多様体である。

### 構成
- M が m 次元多様体で N が n 次元多様体ならば、積 M × N は (m+n) 次元多様体である。
- n 次元多様体の族の直和は n 次元多様体である（ピースはすべて同じ次元でなければならない）。
- 2つの n 次元多様体の連結和は別の n 次元多様体になる。

## 性質
局所ユークリッド的であるという性質は局所同相によって保たれる。つまり、X が局所ユークリッド的で n 次元で、f: Y → X が局所同相ならば、Y も局所ユークリッド的で n 次元である。特に、局所ユークリッド的であることは位相的性質である。
多様体はユークリッド空間の局所的な性質の多くを引き継ぐ。特に、それらは局所コンパクト、局所連結、第一可算、局所可縮、局所距離化可能である。多様体は、局所コンパクトハウスドルフなので、チコノフでなければならない。
ハウスドルフの条件を課すことで多様体に対していくつかの性質が同値になる。例えば、ハウスドルフ多様体に対して、σコンパクト性と第二可算性の概念は同じであることを示すことができる。実際、ハウスドルフ多様体は局所コンパクトハウスドルフだから、（完全）正則である。そのような空間 X がσコンパクトであるとする。するとそれはリンデレフであり、リンデレフかつ正則ならばパラコンパクトであるから、X は距離化可能である。しかし距離化可能空間において第二可算性はリンデレフ性と一致するから、X は第二可算である。逆に、X がハウスドルフ第二可算多様体ならば、σコンパクトでなければならない。
多様体は連結であるとは限らないが、任意の多様体 M は連結多様体の直和である。これらは単に M の連結成分であり、多様体は局所連結だからこれらは開集合である。多様体は局所弧状連結なので、弧状連結であることと連結であることは同値である。弧状連結成分は連結成分と同じであることが従う。

### ハウスドルフの公理
ハウスドルフの性質は局所的なものではない。なのでユークリッド空間はハウスドルフであるにもかかわらず、局所ユークリッド空間はハウスドルフであるとは限らない。しかしながら、すべての局所ユークリッド空間が T1 であることは正しい。
ハウスドルフでない局所ユークリッド空間の例は2つの原点を持つ直線である。この空間は実数直線の原点を「2つの」点で置き換え、各原点の開近傍は原点を含むある開区間のすべての 0 でない数を含むものとして作られる。この空間は2つの原点を分離できないのでハウスドルフでない。

### コンパクト性と可算性の公理
多様体が距離化可能であることとパラコンパクトであることは同値である。距離化可能性は位相空間のそのような望むべき性質であるから、多様体の定義にパラコンパクト性を加えることが一般的である。いずれにせよ、パラコンパクトでない多様体は一般に病的と見なされる。パラコンパクトでない多様体の例は長い直線によって与えられる。パラコンパクト多様体は距離空間のすべての位相的性質を有する。特に、完全正規ハウスドルフ空間である。
多様体は第二可算であることを要求することも一般的である。これはちょうど、多様体がある有限次元ユークリッド空間に埋め込めることを保証するための条件である。任意の多様体に対して、第二可算であること、リンデレフであること、σコンパクトであることはみな同値である。
任意の第二可算多様体はパラコンパクトであるが、逆は成り立たない。しかしながら、逆はほぼ正しい。パラコンパクト多様体が第二可算であることと可算個の連結成分を持つことは同値である。特に、連結多様体がパラコンパクトであることと第二可算であることは同値である。任意の第二可算多様体は可分かつパラコンパクトである。さらに、多様体が可分かつパラコンパクトならば、第二可算でもある。
任意のコンパクト多様体は第二可算かつパラコンパクトである。

### 次元性
領域不変性定理 により、空でない n 次元多様体は n ≠ m に対して m 次元多様体ではありえない。空でない n 次元多様体の次元は n である。n 次元多様体であることは位相的性質である、つまり n 次元多様体に同相な任意の位相空間も n 次元多様体である。
1次元多様体はしばしば曲線と呼ばれ、2次元多様体は曲面と呼ばれる。高次元多様体は通常単に n 次元多様体と呼ばれる。n = 3, 4, 5 については、3次元多様体、4次元多様体、5次元多様体を参照。

## 座標チャート
定義により、局所ユークリッド空間の任意の点は Rn の開部分集合に同相な近傍を持つ。そのような近傍はユークリッド的近傍 (Euclidean neighborhood) と呼ばれる。領域不変性定理 からユークリッド的近傍はつねに開集合であることが従う。Rn の「よい」開集合に同相なユークリッド的近傍を見つけることがつねに可能である。実際、空間 M が局所ユークリッド的であることと以下の同値な条件のいずれかが成り立つことは同値である。
- M の任意の点は Rn の開球体に同相な近傍を持つ。
- M の任意の点は Rn 自身に同相な近傍を持つ。

Rn の開球体に同相なユークリッド的近傍はユークリッド的球体 (Euclidean ball) と呼ばれる。ユークリッド的球体たちは局所ユークリッド空間の位相の基底をなす。
任意のユークリッド的近傍 U に対して、同相 φ: U → φ(U) ⊂ Rn は U 上の座標チャート (coordinate chart) と呼ばれる（「チャート」という用語はそのような写像の定義域あるいは値域を指して使われることがしばしばあるが）。空間 M が局所ユークリッド的であることとユークリッド的近傍によって被覆できることは同値である。M を被覆するユークリッド的近傍の集合を、それらの座標チャートと合わせて、M 上のアトラスと呼ぶ。（用語は球面の地球儀が平らな地図あるいはチャートの地図帳によって記述できる地図学との類似から来ている。）
重なりのある領域 U と V の2つのチャート φ と ψ が与えられると、変換関数 (transition function)
ψφ−1: φ(U ∩ V) → ψ(U ∩ V)
がある。そのような写像は Rn の開部分集合の間の同相写像である。つまり、座標チャートは同相の違いを除いて重なった部分で一致する。異なる種類の多様体は変換関数の種類に制限を課すことによって定義できる。例えば，可微分多様体に対して、変換関数は微分同相であると要求される。

## 多様体の分類

### 離散空間（0次元多様体）
0次元多様体は単に離散空間である。そのような空間は濃度によって分類される。任意の離散空間はパラコンパクトである。離散空間が第二可算であることと可算であることは同値である。

### 曲線（1次元多様体）
任意の空でないパラコンパクト連結1次元多様体は R か円周に同相である。連結でないものは単にこれらの直和である。

### 曲面（2次元多様体）
任意の空でないコンパクト連結2次元多様体（あるいは曲面）は球面、トーラスの連結和、あるいは射影平面の連結和に同相である。詳細は曲面の分類定理を参照。

### 曲空間（3次元多様体）
3次元多様体の分類はグレゴリー・ペレルマンによって証明されたサーストンの幾何化予想から得られる。

### 一般のn次元多様体
n が 3 よりも大きいときの n 次元多様体の完全な分類は不可能であることが知られている。少なくとも群論における語の問題と同じくらい難しく、それはアルゴリズム的に決定不能であることが知られている。実は、与えられた多様体が単連結であるかどうかを決定するアルゴリズムは存在しない。しかしながら、次元 ≥ 5 の単連結多様体の分類は存在する。

## 境界を持つ多様体
わずかに一般的な概念がときに有用である。境界付き多様体とは任意の点が（固定された n に対して）ユークリッド半空間
{\displaystyle \mathbb {R} _{+}^{n}=\{(x_{1},\ldots ,x_{n})\in \mathbb {R} ^{n}:x_{n}\geq 0\}}
の開部分集合に同相な近傍を持つようなハウスドルフ空間である。用語はいくぶんまぎらわしい。任意の位相多様体は境界付き位相多様体であるが、逆は成り立たない。

## 注